# Богнар, Дьёрдь
Дьёрдь Богнар (венг. Bognár György; род. 5 ноября 1961, Байя) — венгерский профессиональный футболист, полузащитник. В настоящее время — футбольный тренер. Возглавляет венгерский футбольный клуб «Пакш», выступающий в высшем венгерском футбольном дивизионе.

## Клубная карьера
На протяжении карьеры игрока выступал за команды из Венгрии, Франции и Бельгии.
Начинал карьеру в МТК из Будапешта, за который играл до 1988 года.
В 1988 году перешёл в «Тулон», а затем в «Стандарт» из Льежа.
В 1991 году вернулся в Венгрию, где играл за БВСК.
Завершил карьеру игрока в 1996 году.

## Карьера в сборной
Богнар защищал цвета национальной сборной Венгрии по футболу в период с 1985 года по 1994 год. В общей сложности провел 50 матчей и забил 8 мячей.
Является участником чемпионата мира по футболу 1986 года в Мексике, на котором Венгрия не смогла пройти групповой этап.

## Карьера тренера

### Пакш
В 2020 году он был назначен главным тренером «Пакша». Под его началом играл один из его сыновей, также профессиональный футболист Иштван Богнар, а его старший сын работал помощником главного тренера.

### МТК (Будапешт)
16 мая 2022 года он был назначен спортивным директором футбольного клуба «МТК Будапешт».
23 октября 2022 года он был уволен.

### Пакш
14 февраля 2023 года Богнар вернулся в «Пакш».
10 апреля 2024 года он продлил свой контракт с «Пакшем».
15 мая 2024 года он выиграл Кубок Венгрии 2024 года с «Пакшем». В финале, состоявшемся на «Пушкаш Арене», со счётом 2:0 был обыгран «Ференцварош».

#### Сезон 2023/24
В сезоне 2023/24 «Пакш» боролся за титул с «Ференцварошем», однако в последних двух матчах «Пакш» не смог угнаться за более стабильным в финансовом отношении будапештским клубом, и занял второе место.

## Личная жизнь
Он является отцом профессонального футболиста, Иштвана Богнара.
В 2021 году он и его сын были доставлены в больницу из-за COVID-19.

### Скандалы
Во время работы в «Шопроне», как сообщалось, он снял со счета клуба 10 миллионов венгерских форинтов и потратил эту сумму в казино, отсюда и его прозвище «кашинош Гюри» (по-английски «Казино Гюри»). Однако никакого судебного иска возбуждено не было, и его визиты в местные игорные заведения остаются городской легендой.
Во время чемпионата Европы в 2021 году он работал экспертом на телевидении. Его бестактный комментарий, когда датчанин Кристиан Эриксен упал в обморок в матче против Финляндии, вызвал возмущение телезрителей. Вскоре после инцидента ему было запрещено участвовать в телетрансляциях. Пару дней спустя он принёс публичные извинения за свои комментарии.